# Galeopsis tetrahit
Galeopsis tetrahit es una planta de la familia de las lamiáceas. Se distribuye por Eurasia.

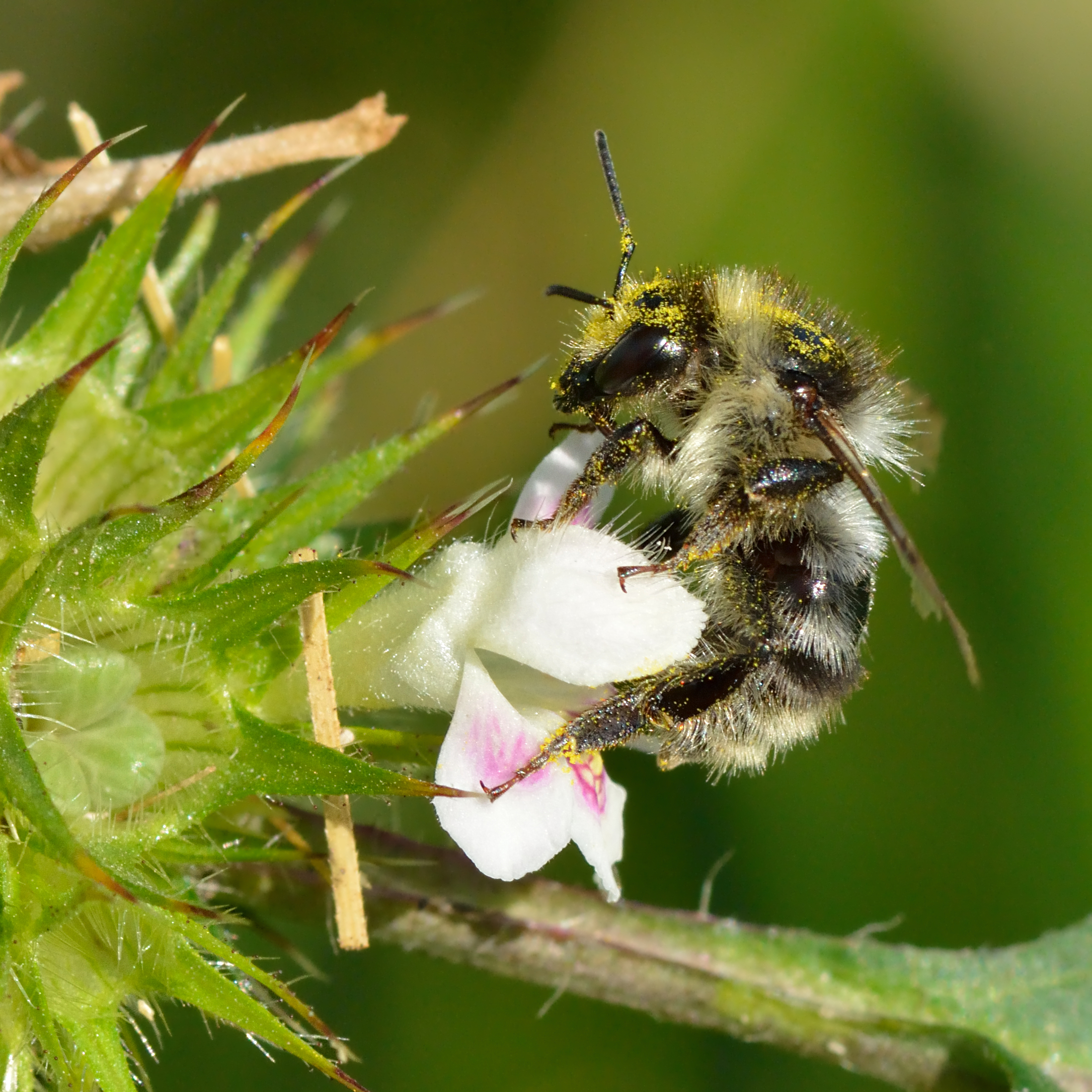
Bombus veteranus en Galeopsis tetrahit

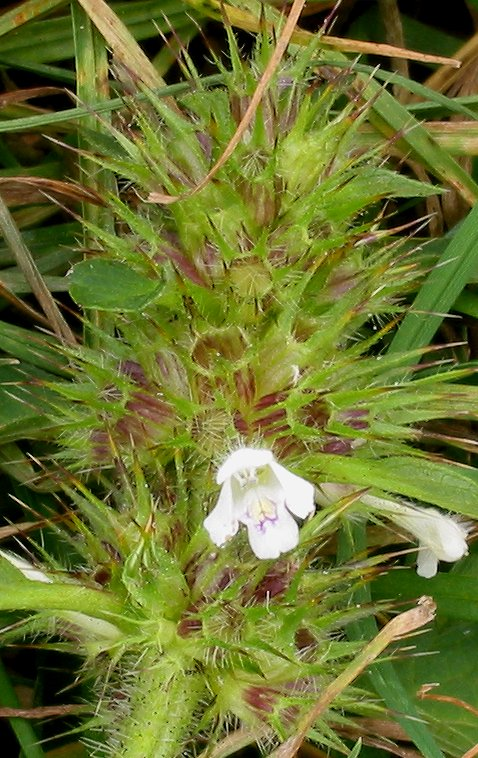
Flor.

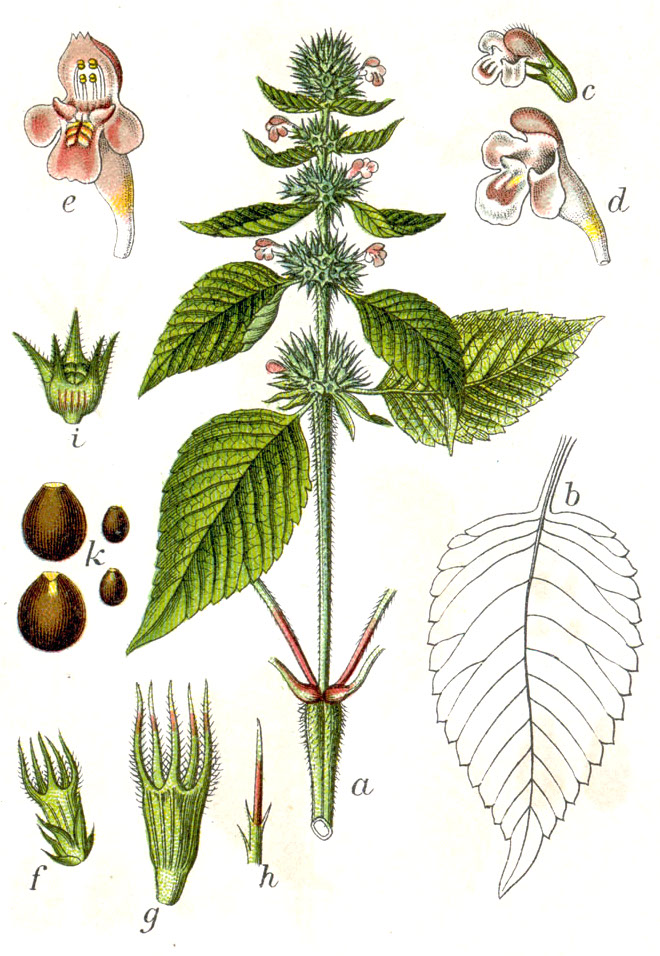
Ilustración

## Caracteres

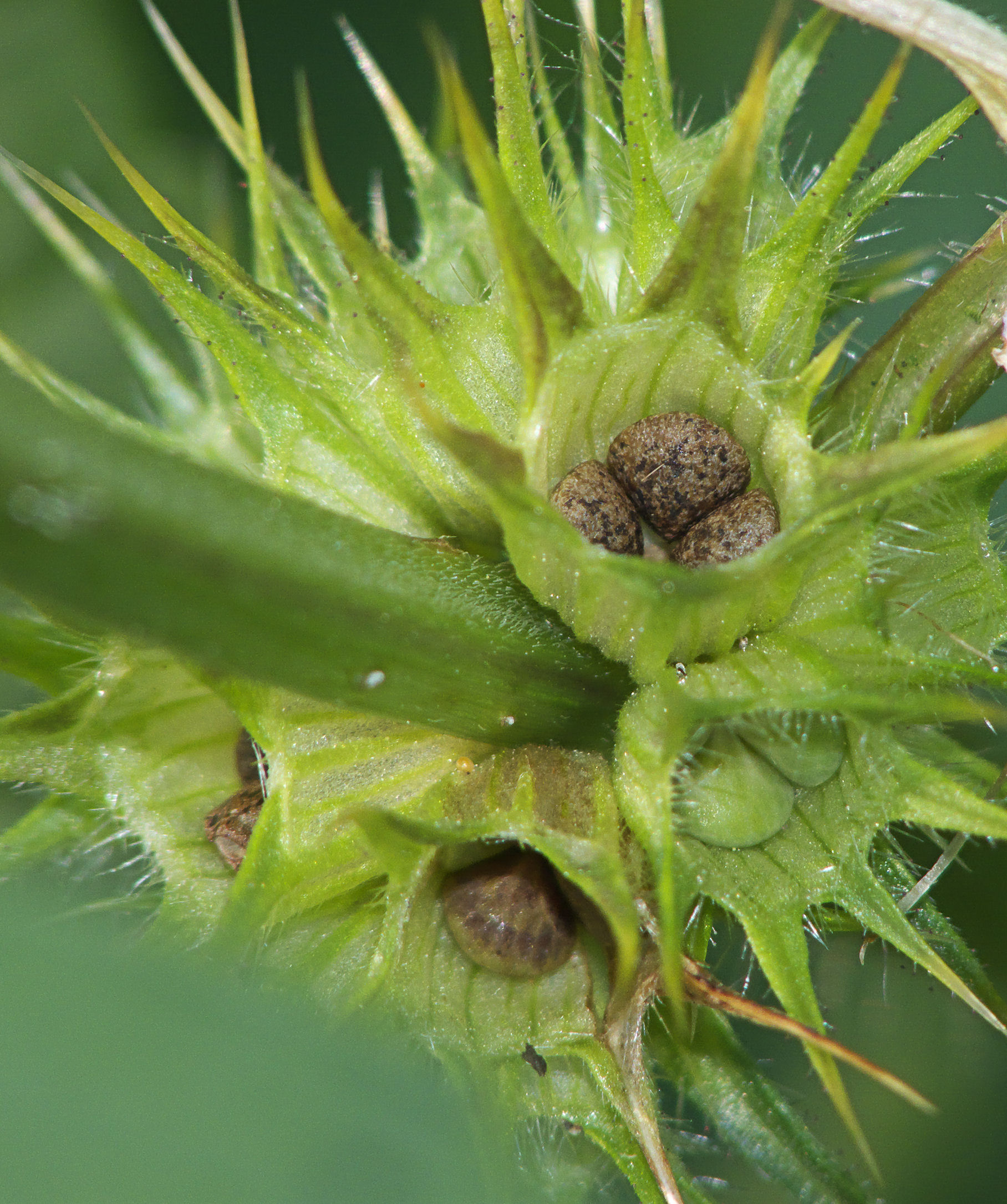
semillas de Galeopsis tetrahit

Planta anual que puede llegar a un metro de altura, con tallo de sección cuadrangular, engrosado en lo nudos, cerdoso y con pelos pegajosos. Hojas grandes, aovado-lanceoladas, dentadas, acabads en punta. Flores en la parte superior agupadas en verticilos. Cáliz híspido con dientes espinescentes, más cortos que la corola. Esta es roja o blanca manchada de amarillo, bilabiada, con el labio superior cóncavo y el inferior con 3 lóbulos (el central cuadrado y dentado por delante). Florece desde finales de primavera y hasta el otoño.

## Hábitat
Bordes de caminos, campos y cultivos de huerta.

## Distribución
Europa y el noroeste de Asia.

## Taxonomía
Galeopsis tetrahit, fue descrita por Carlos Linneo  y publicado en Species Plantarum 2: 579–580. 1753.
Etimología
Galeopsis: nombre genérico creado por Linneo en 1753 pensando, en la forma de "casco" del labio superior de la corola. El término puede derivar del griego: galè = "comadreja" y opsis = "apariencia", y esto tal vez debido a que la flor se asemeja vagamente a una comadreja.
tetrahit: epíteto
Sinonimia
- Lamium tetrahit (L.) Crantz, Stirp. Austr. Fasc., ed. 2, 4: 261 (1763).
- Tetrahit nodosum Moench, Methodus: 395 (1794).
- Galeopsis nodosum (Moench) Gray, Nat. Arr. Brit. Pl. 2: 378 (1821), nom. illeg.
- Ladanum tetrahit (L.) Kuntze, Revis. Gen. Pl. 2: 521 (1891).
- Galeopsis michelianae Turra, Fl. Ital. Prodr.: 66 (1780).
- Tetrahit grandiflorum Gilib., Fl. Lit. Inch. 1: 83 (1782), opus utique oppr.
- Tetrahit purpurascens Gilib., Fl. Lit. Inch. 1: 83 (1782), opus utique oppr.
- Galeopsis urticifolia Salisb., Prodr. Stirp. Chap. Allerton: 82 (1796).
- Galeopsis grandiflora Suter, Helvet. Fl. 2: 13 (1802), nom. illeg.
- Galeopsis neglecta Schult., Oestr. Fl., ed. 2: 153 (1814).
- Galeopsis reichenbachii Reut., Compt.-Rend. Trav. Soc. Hallér. 1853-1854: 27 (1853).
- Galeopsis praecox Jord. in P.C.Billot, Annot. Fl. France Allemagne: 21 (1855).
- Galeopsis leucantha Jord., Bull. Soc. Bot. France 7: 607 (1860).
- Galeopsis verlotii Jord., Bull. Soc. Bot. France 7: 606 (1860).
- Galeopsis laramberguei Martrin-Donos, Fl. Tarn: 565 (1864).
- Tetrahit leucanthum Fourr., Ann. Soc. Linn. Lyon, n.s., 17: 135 (1869).
- Tetrahit navieri Fourr., Ann. Soc. Linn. Lyon, n.s., 17: 135 (1869).
- Tetrahit praecox (Jord.) Fourr., Ann. Soc. Linn. Lyon, n.s., 17: 135 (1869).
- Tetrahit reichenbachii (Reut.) Fourr., Ann. Soc. Linn. Lyon, n.s., 17: 135 (1869).
- Galeopsis alpicola Nyman, Consp. Fl. Eur.: 576 (1881).
- Galeopsis gacognei Nyman, Consp. Fl. Eur.: 576 (1881).
- Galeopsis ionantha Borbás, Term. Füz. 17: 67 (1894).
- Galeopsis lactiflora Borbás, Term. Füz. 17: 65 (1894).
- Galeopsis persetosa Borbás, Term. Füz. 17: 65 (1894).
- Galeopsis silvestris Borbás, Term. Füz. 17: 73 (1894).
- Galeopsis subtatrensis Borbás, Term. Füz. 17: 66 (1894).
- Galeopsis beckii (K.Malý) Dalla Torre & Sarnth., Fl. Tirol 6(3): 167 (1912).
- Galeopsis glaucocerata P.Fourn., Fl. Compl. Plaine Franç.: 373 (1928).
- Galeopsis pseudotetrahit P.Fourn., Monde Pl. 35: 20 (1934).[3]

## Nombres vernáculos
- Castellano: cáñamo bastardo, galeópside, hierba benjamina, menta de agua, ortiga blanca, ortigón.[4]